# Condado de Okanogan
El condado de Okanogan (en inglés: Okanogan County), fundado en 1888, es uno de 39 condados del estado estadounidense de Washington. En el año 2009, el condado tenía una población de 40,552 habitantes y una densidad poblacional de 3 personas por km². La sede del condado es Okanogan.

## Geografía
Según la Oficina del Censo, el condado tiene un área total de 13 766 km² (5315,1 mi²), de la cual 13 644 km² (5268,0 mi²) es tierra y 122 km² (47,1 mi²) (0.89%) es agua.

### Condados adyacentes
- Condado de Ferry (noroeste)
- Condado de Lincoln (sureste)
- Condado de Grant (sur)
- Condado de Douglas (sur)
- Condado de Chelan (suroeste)
- Condado de Skagit (oeste)
- Condado de Whatcom (oeste)

### Áreas protegidas
- Parque Histórico Nacional Nez Perce
- Bosque Nacional Okanogan

## Demografía
Según el censo de 2000, había 39,564 personas, 15,027 hogares y 10,579 familias residiendo en la localidad. La densidad de población era de 3 hab./km². Había 19,085 viviendas con una densidad media de 1 viviendas/km². El 75.32% de los habitantes eran blancos, el 0.28% afroamericanos, el 11.47% amerindios, el 0.44% asiáticos, el 0.07% isleños del Pacífico, el 9.58% de otras razas y el 2.84% pertenecía a dos o más razas. El 14.38% de la población eran hispanos o latinos de cualquier raza.
Los ingresos medios por hogar en la localidad eran de $29,726, y los ingresos medios por familia eran $35,012. Los hombres tenían unos ingresos medios de $29,495 frente a los $22,005 para las mujeres. La renta per cápita para el condado era de $14,900. Alrededor del 21.30% de la población estaban por debajo del umbral de pobreza. 

## Transporte

### Carreteras principales
- U.S. Route 97
- Ruta Estatal 20
- Ruta Estatal 153

## Localidades
- Brewster
- Conconully
- Coulee Dam (parcial)
- Elmer City
- Loomis
- Nespelem
- Nespelem Community
- North Omak
- Okanogan
- Omak
- Oroville
- Pateros
- Riverside
- Tonasket
- Twisp
- Winthrop

### Otras comunidades
- Aeneas
- Azwell
- Bodie
- Carlton
- Chesaw
- Disautel
- Ellisford (conocido como Ellisforde)
- Havillah
- Loomis
- Malott
- Mason City
- Mazama
- Methow
- Molson
- Monse
- Nighthawk
- Rocky Butte
- Synarep
- Wauconda